# جيمس هيوارد ترابير
جيمس هيوارد ترابير هو ضابط في جيش الولايات المتحدة قاتل خلال الحرب المكسيكية الأمريكية . عمل أيضًا كجنرال كونفدرالي خلال الحرب الأهلية الأمريكية.

## الحياة الشخصية
ولد ترابير في عام 1815 بمزرعة تسمى "Windsor" تقع على طول النهر الأسود بالقرب من مدينة جورج تاون Georgetown ، ساوث كارولينا .
في عام 1834 التحق بالأكاديمية العسكرية للولايات المتحدة في ويست بوينت ، وتخرج بعد أربع سنوات محققا المركز الثالث من أصل 45 طالبًا.
تم تكليفه برتبة ملازم ثان في المدفعية الأمريكية الأولى في 1 يوليو 1838. وبعد ستة أيام نقل ترابير إلى سلاح المهندسين، ورقي إلى رتبة ملازم أول في 1 يوليو 1839.
ساعد ترابير المهندسين في بناء الدفاعات على الخط الساحلي للولايات المتحدة. كما خدم في الحرب المكسيكية الأمريكية بين عامي 1846 – 1848،.
بعد الحرب قدم استقالته وعاد إلى مزرعته في ولاية كارولينا الجنوبية وأصبح مزراعا.

## خدمته بالحرب الأهلية
في بداية الحرب الأهلية الأمريكية في عام 1861 ، اختار ترابير القضية الكونفدرالية . دخل الجيش الكونفدرالي في يناير من العام نفسه، تم تعيينه كقائد المهندسين بالإضافة إلى مساعده فرانسيس دبليو بيكنز .
تمت ترقية ترابير إلى رتبة عميد في 21 أكتوبر 1861. وقد حصل على قيادة منطقة وسط وشرق فلوريدا من 5 نوفمبر حتى 14 مارس 1862.، ثم عين لقيادة اللواء الرابع من الفرقة الثانية يحيت قيادة الجنرال براكستون براج.
ثم أعطيت ترابير مؤقتًا قيادة الفرقة الأولى من الفيلق الأول في 14 أبريل عندما مرض قائدها ، تشارلز كلارك . عندما تعافى كلارك ، تم إعطاء ترابير قيادة مؤقتة لالفرقة الثانية من فيلق Bragg الثاني ، وقادها بهذه الصفة خلال معركة Farmington .
في نوفمبر 1862 ، منح قيادة المنطقة العسكرية الرابعة في ولاية كارولينا الجنوبية ، ومقرها في جورج تاون.
عزز ترابير الدفاع في ذه المنطقة من خلال وضع القوات في التحصينات الساحلية، ولا سيما Battery White ، التي كانت تحرس خليج Winyah .
في أبريل 1863 ، تم استدعاء ترابير من قبل الجنرال PGT Beauregard ، الذي أمر في هذا الوقت في تشارلستون ، لقيادة الحامية الموجودة في جزيرة سوليفان أثناء الهجوم البحري الذي شنه الأدميرال صمويل دوبونتس على المدينة.
بعد أبريل 1863 ، كان أداء ترابير جيدًا في قيادة المنطقة على الرغم من أنه يعاني باستمرار من نقص الإمدادات والقوات. وطلب وقتها من الحكومة الكونفدرالية مرارا وتكرارا قوات إضافية للدفاع عن هذه المنطقة. ومع ذلك ، خصصت الحكومة ما لديها من القوات الإضافية إلى المسارح الأكثر نشاطا.
أخلى ترابير المدينة وتحصيناتها النائية قبل احتلالها بالتزامن مع استسلام تشارلستون.
في 1 مارس 1865 ، ضرب الرائد الأدميرال دالغرين ، USS <i id="mwWQ">Harvest Moon</i> ، طوربيد تم وضعه هناك بأوامر من ترابير ولم يكن الأدميرال مصابًا وقتها ولكن غرق هارفست مون .

## ما بعد الحرب
بعد نهاية الحرب ، عاد ترابير إلى الزراعة في ولاية كارولينا الجنوبية. توفي عن عمر يناهز 50 عامًا خلال شتاء عام 1865 في منزل صديقه في جورج تاون. ودفن هناك في مقبرة كنيسة الأمير جورج وينيا .